# دیوید ودرلی
دیوید ودرلی (انگلیسی: David Weatherley؛ زادهٔ ۱ مارس ۱۹۳۹ - ۱۲ دسامبر ۲۰۲۴) بازیگر و صداپیشه انگلیسی‌الاصل اهل نیوزیلند است.
از فیلم‌ها یا برنامه‌های تلویزیونی که وی در آن نقش داشته است، می‌توان به جک هالبورن، دالان مخوف و ارباب حلقه‌ها: یاران حلقه اشاره کرد.